# Dion Cooper
Dion Cuiper, känd professionellt som Dion Cooper, född 29 november 1993 i Wassenaar, är en nederländsk sångare och låtskrivare. Han representerade Nederländerna i Eurovision Song Contest 2023 tillsammans med Mia Nicolai och låten "Burning Daylight".

## Biografi
Cuiper föddes 1993 och växte upp i Wassenaar, Nederländerna. Hans far, som brukade vara trummis i ett funkband, introducerade honom för musiken av bland andra Toto, Police, Earth, Wind & Fire, Beatles och Jimi Hendrix. Cuiper utvecklade ett intresse för musik och började spela gitarr vid 15 års ålder. Han började senare skriva och sjunga sina egna låtar.
2015 deltog Cuiper i den sjätte säsongen av The Voice of Holland. Han eliminerades efter att ha förlorat Battle to Brace. 2021 släppte Cuiper sin debutförlängda pjäs Too Young Too Dumb. Senare samma år var han förband åt Duncan Laurence under hans klubbturné 2021. 2022 släppte han singlarna "Know" och "Blue Jeans", som skrevs tillsammans med Laurence.
Den 1 november 2022 meddelade det nederländska TV-bolaget AVROTROS att Cuiper hade blivit utvald att representera Nederländerna i Eurovision Song Contest 2023, tillsammans med Mia Nicolai. Deras bidrag "Burning Daylight", som Laurance var med och skrev, släpptes den 1 mars 2023. Nicolai och Cooper uppträdde i den första semifinalen, men kvalificerade sig inte vidare till finalen.